# روبرت باري (رسام)
روبرت باري (بالإنجليزية: Robert Barry)‏ هو رسام وفنان أمريكي، ولد في 9 مارس 1936 في نيويورك في الولايات المتحدة.